# Разумов, Пётр Анатольевич
Пётр Анато́льевич Ра́зумов (род. 1 декабря 1979) — российский поэт и эссеист, литературный критик.

## Биография
Окончил филологический факультет Российского государственного педагогического университета имени А. И. Герцена. Работал разнорабочим, продавцом книг, делопроизводителем, специалистом по недвижимости, флористом, чайным мастером, арт-менеджером, помощником светооператора, поваром, психологом, курьером, администратором в антикафе, колумнистом, продюсером, арт-директором.  Публиковался в журналах «Воздух», «Зинзивер», «Футурум АРТ», «Акт», «НоМИ», «Новый мир», альманахе «Абзац» (Тверь), в электронных журналах «Топос», «Флейта Евтерпы» (Бостон) и «Лаканалия». Лауреат премии «Пропилеи» в номинации "Поэт" журнала НоМИ (2006 г.). Трижды входил в лонг-лист Премии "Дебют" (2011-2013 гг.) Награждён орденом «С Благодарностью от Человечества!» Премии «Georgievich Award» (2020 г.) 
Ведущий видеоподкаста "Колокол ума" независимого книжного магазина "Порядок слов". 
Тексты переводились на английский, итальянский и жестовый языки.

## Книги
- «Диафильмы» (Стихи. — СПб: Издательство Сергея Ходова, 2005, ISBN 5-98456-015-1)
- «Ловушка» (Стихи, СПб: ИНАПРЕСС, 2008, ISBN 978-5-87135-201-4)
- «Мысли, полные ярости» (Эссе, СПб: Алетейя, 2010, ISBN 978-5-91419-317-8)
- «Коллеж де Франс мне снится по ночам» (Стихи, СПб: Алетейя, 2012, ISBN 978-5-91419-611-7)
- «Управление телом» (Стихи, М.: АРГО-РИСК, 2013, ISBN 978-5-86856-247-1)
- «Мысли, полные ярости», издание второе, исправленное (Эссе, СПб: Своё издательство, 2013, ISBN 978-5-438-60235-4)
- «Кость» (Эссе, СПб: Своё издательство, 2014, ISBN 978-5-4386-0579-9)
- «Люди восточного берега» (Стихи и проза, СПб.: MRP, «Скифия-принт», 2017, ISBN 978-5-98620-251-8)
- «Нормы» (Стихи, Владивосток: «niding.publ.UnLTd», 2017)
- «Канат» (Стихи, Чебоксары: «Free poetry», 2019)
- «Срок – сорок» (Документальная проза, СПб.: Лимбус-Пресс, 2019, ISBN 978-5-8370-0744-6)
- «Почему не падает речь» (Стихи, Екатеринбург; М.: «Кабинетный учёный», 2022,  ISBN 978-5-7584-0664-9)
- Пётр Содоловский (Разумов) «Чёрная пчела. Строки вернувшегося» (Стихи, М.: «Территория Ноль Тысяч», 2025, ISBN 978-5-6052096-4-5)

## Публицистика
- Другая власть. Мандельштам-демократ[2], Флейта Евтерпы #4, 2006
- Завораживание словом[3], Новый мир #9, 2007
- Кино для кентавров[4], Квиркультура в России, 2013